# Elena Rise Johnsen
Elena Rise Johnsen (* 4. Juni 2000) ist eine norwegische Skilangläuferin.

## Werdegang
Johnsen, die für den Asker SK startet, nahm bis 2020 an Juniorenrennen teil und kam bei den Junioren-Skiweltmeisterschaften 2019 in Lahti auf den 47. Platz im Sprint. Im folgenden Jahr belegte sie bei den Junioren-Skiweltmeisterschaften in Oberwiesenthal den 14. Platz im 15-km-Massenstartrennen, den zehnten Rang über 5 km klassisch, den sechsten Platz mit der Staffel sowie den vierten Platz im Sprint. Im Jahr 2021 nahm sie in Ulricehamn am Skilanglauf-Weltcup teil, wobei sie den 34. Platz im Sprint errang und in Beitostølen erstmals am Scandinavian-Cup. Dort lief sie auf den 32. Platz im Sprint. In der Saison 2022/23 holte sie in Livigno mit dem 20. Platz im Sprint und in Toblach mit dem 31. Rang im Sprint ihre ersten Weltcuppunkte. In der Saison 2024/25 kam sie im Weltcup in Lillehammer sowie in Davos jeweils auf den 16. Platz im Sprint und in Les Rousses auf den 17. Rang im Sprint.